# La Femme de Rose Hill
Pour plus de détails, voir Fiche technique et Distribution.
La Femme de Rose Hill est un film franco-suisse réalisé par Alain Tanner, sorti en 1989.

## Fiche technique
- Titre : La Femme de Rose Hill
- Réalisation : Alain Tanner
- Scénario : Alain Tanner
- Photographie : Hugues Ryffel
- Décors : Stéphane Lévy
- Son : Jean-Paul Mugel
- Musique : Michel Wintsch
- Montage : Laurent Uhler
- Production : Filmograph (Genève) - Générale de productions françaises et internationales (Paris) - Gémini Films (Paris)
- Tournage : du 30 janvier au 25 février 1989
- Pays de production :  Suisse,  France
- Durée : 95 minutes
- Date de sortie : France - 22 novembre 1989

## Distribution
- Marie Gaydu : Julie
- Jean-Philippe Écoffey : Jean
- Denise Péron : Jeanne
- Roger Jendly : Marcel
- Louba Guertchikoff : la mère de Marcel
- André Steiger : le père de Jean
- Jacques Michel : le commissaire
- Marie-Christine Epiney : l'amie de Jean